# On marche sur la tête
Pour plus de détails, voir Fiche technique et Distribution.
On marche sur la tête (Perdiendo el Norte, littéralement en perdant le Nord) est une comédie espagnole réalisée par Nacho G. Velilla, sortie dans les salles espagnoles le 6 mars 2015. 
Le film est disponible depuis 2016 sur la plateforme de streaming Netflix.

## Synopsis
Un couple d'amis surdiplômés, Hugo et Braulio, sont fatigués de chercher du travail en Espagne. Après avoir regardé l'émission Españoles por el mundo, ils décident d'aller tenter leur chance en Allemagne alors décrit comme « le paradis de l'emploi », mais ils se rendront vite compte que la réalité est bien plus difficile... 

## Fiche technique
- Titre original : Perdiendo el Norte [3]
- Réalisation : Nacho G. Velilla[4]
- Production : Antena 3, Atresmedia Cine, Aparte Film
- Scénario : Oriol Capel, Nacho G. Velilla, Antonio Sanchez, David S. Olivas
- Photographie : Isaac Vila
- Costumes : Marta Murillo
- Montage : Ángel Hernández Zoido
- Société de distribution : Warner Bros
- Pays d'origine : Espagne
- Langue originale : Castillan
- Genre : Comédie
- Durée : 102 minutes.
- Dates de sortie : 
  - Espagne : 6 mars 2015
  - France : 2016 sur Netflix

## Distribution
- Yon González : Hugo Cifuentes Marín
- Blanca Suárez : Carla
- Julian Lopez : Braulio Huete Jimeno
- Úrsula Corberó : Nadia
- Miki Esparbé : Rafa
- Javier Camara : Próspero Cifuentes
- Carmen Machi : Benigna Marín
- José Sacristán : Andrés Hernández Capel
- Markus Oberhauser : homme d'affaires allemand